# Заботкина, Вера Ивановна
Ве́ра Ива́новна Забо́ткина (род. 6 мая 1951, Мордовская АССР, СССР) — российский лингвист, доктор филологических наук, профессор Российского государственного гуманитарного университета. И.о. проректора о международному сотрудничеству РГГУ. Член экспертного совета Высшей аттестационной комиссии (ВАК) РФ по филологии и искусствоведению (с 28.04.2018). Руководитель проекта РНФ № 17-78-30029 «Когнитивные механизмы и дискурсивные стратегии преодоления социокультурных угроз в исторической динамике: мультидисциплинарное исследование» лаборатории мирового уровня НОЦ КПиТ РГГУ. Автор свыше 230 научных и учебно-методических работ, в том числе 4 монографий (база РИНЦ, по состоянию на 11.05.2019).

## Биография
Вера Ивановна Заботкина родилась 6 мая 1951 года (СССР).
В 1973 году с отличием окончила Калининградский государственный университет по специальности «Романо-германские языки и литература».
С 1973 по 1988 год — работа в Калининградском государственном университете: ассистент, доцент, зав. кафедрой английской филологии.
В 1979 году защитила диссертацию на соискание учёной степени кандидата филологических наук на тему «Образование новых предикатных лексико-семантических вариантов существительных в современном английском языке». Специальность — 10.02.04: Германские языки.
В 1988—1992 годы — докторант Московского государственного института иностранных языков имени Мориса Тореза.
В 1992 году защитила диссертацию на соискание учёной степени доктора филологических наук на тему «Семантика и прагматика нового слова (на материале английского языка)». Специальность — 10.02.04: Германские языки.
В 1992—2008 годы — профессор, зав. кафедрой английской филологии, проректор по международным связям Калининградского государственного университета (КГУ).
09.1998 – 06.2008 - Профессор кафедры английской филологии Варминско-Мазурского Университета г. Ольштын, Польша.
С 2000 по 2007 год — координатор проекта Совета государств Балтийского моря (СГБМ) «Еврофакультет» (БФУ имени И. Канта).
В 2008—2010 годы — проректор по международным проектам Московского государственного лингвистического университета (МГЛУ), руководитель кафедры Юнеско «Межкультурный диалог и социальное взаимодействие» в МГЛУ.
С 2010 года — работа в Российском государственном гуманитарном университете (РГГУ): проректор по международным инновационным проектам (2010—2016), проректор по международному сотрудничеству (с 2016), руководитель научно-образовательного Центра когнитивных программ и технологий (НОЦ КПиТ) РГГУ, профессор кафедры теории и практики перевода Института филологии и истории РГГУ.
Учёное звание — профессор (1992).
22.04.2021 присвоено звание почётного доктора Балтийского Федерального Университета
Руководитель проекта РНФ «Когнитивные механизмы и дискурсивные стратегии преодоления социокультурных угроз в исторической динамике: мультидисциплинарное исследование». Частью этой работы является  электронный словарь вызовов и угроз, созданный на базе корпуса, включающего десять миллионов текстов. 

## Сфера научных интересов
- Лексикология английского языка
- Когнитивная лингвистика
- Концептуальная семантика
- Изменения в концептуальной картине мира англо-говорящего сообщества
- Изменения в словарном составе языка[11]

## Основные научные труды
- Заботкина В. И., Степанов Г. М. Неологизмы в современном английском языке. — Калининград: Изд. КГУ, 1982. — 78 с.
- Заботкина В. И. Новая лексика современного английского языка. — М.: Высшая школа, 1990. — 124 с.
- Заботкина В. И. Слово и смысл. Монография. — М.: Издательский центр РГГУ, 2012. — 420 с.
- Россия изменяющийся образ времени сквозь призму языка. Репрезентация концепта времени в русском языке в сопоставлении с английским и немецким языками: Монография / Под общ. ред. В. И. Заботкиной. — М.: Рукописные памятники Древней Руси, 2012. — 472 с.
- Репрезентация событий: интегрированный подход с позиции когнитивных наук / Отв. ред. В. И. Заботкина. — М.: Языки славянской культуры, 2017. — 360 с. — ISBN 978-5-94457-309-4
- Методы когнитивного анализа семантики слова: компьютерно-корпусный подход / Под общ. ред. В. И. Заботкиной. — М.: Языки славянской культуры, 2019. — 2-е изд. — 344 с.
- Социокультурные угрозы: реальность, ментальные модели и дискурс / Отв. ред. В. И. Заботкина. — М.: Языки славянской культуры, 2022. — 2-е изд. — 392 с.
- Zabotkina V. I., Boyarskaya E. L. (2018). «Conceptual coherence and the challenge of polysemy»/ V.I. Zabotkina, E.L. Boyarskaya // SGEM International Multidisciplinary Scientific Conference on Social sciences and Arts. V. 5. Issue 3.6. P. 137—142.
- Zabotkina V. I., Boyarskaya E. L. (2018). «Conceptual foundation of event-referential ambiguity» / V.I. Zabotkina, E.L. Boyarskaya // SGEM International Multidisciplinary Scientific Conference on Social sciences and Arts. V. 5. Issue 3.6. P. 142—148.
- Zabotkina V. I., Konnova M. N. (2018). «Dynamics of value systems in Anglo-American and Russian conceptual world views: a temporal perspective»/ V.I. Zabotkina, M.N.Konnova // SGEM International Multidisciplinary Scientific Conference on Social sciences and Arts. V. 5. Issue 3.6. P. 195—200.
- Zabotkina V. I., Pozdnyakova E. M. (2018). "Negative — positive balance: conceptual metaphors in speeches of American presidents («Threat overcoming» persuasive strategy) "/ V. I. Zabotkina, E. M. Pozdnyakova // SGEM International Multidisciplinary Scientific Conference on Social sciences and Arts. V. 5. Issue 3.6. P. 415—422.
- Ushakov V. L., Orlov V. A., Kartashov S. I., Malakhov D. G., Korosteleva A. N., Skiteva L. I., Zaidelman L. Ya., Zinina A. A., Zabotkina V. I., Velichkovsky B. M., Kotov A. A. (2018). «Contrasting Human Brain Responses to Literature Descriptions of Nature and to Technical Instructions. Studies in Computational Intelligence». Vol.799 (pp. 284—299). Cham (Switzerland): Springer Nature.
- Ushakov V. L., Orlov V. A., Malakhov D. G., Kartashov S. I., Korosteleva A. N., Skiteva L. I., Zaidelman L. Ya., Zinina A. A., Kotov A. A., Velichkovsky B. M., Zabotkina V. I. (2018) «Semantic brain mapping of the large continuous segments of Russian-language texts: Tourgenev and Tolstoy versus Siemens and Apple». International Journal of Psychophysiology. V. 131. P. 170. DOI: 10.1016/j.ijpsycho.2018.07.448.
- Pozdnyakova E. M., Zabotkina V. I. (2018). «Ligvo-cognitive approach to the study of sociocultural threats» / E.M. Pozdnyakova, V.I. Zabotkina // SGEM International Multidisciplinary Scientific Conference on Social sciences and Arts. V. 5. no. 3.1. pp. 291—298.
- Pozdnyakova E. M., Zabotkina V. I. (2019). «Cognitive criteria for text entry arrangement in Russian-language THREAT-corpus» // 6th International multidisciplinary scientific conference on social sciences and arts SGEM 2019. Conference proceedings. — V.6. — Issue 2.1. — 2019. STEF92 Technology Ltd. P. p. 171—176.
- Bao Yan, Zhang Dongxue, Zhao Chen, Pöppel Ernst, Zabotkina V.I. (2022). «An aesthetic frame for three modes of knowing» // PsyCh Journal. Vol. 11. No 5. P. 636—644.
- Zhao Chen, Enriquez Paloma, Izadifar Morteza, Pöppel Ernst, Bao Yan, Zabotkina V. I. (2022). «Complementarity of mental content and logistic algorithms in a taxonomy of cognitive functions» // PsyCh Journal. Vol. 11. No 6. P. 973—979.

## Перечни научных трудов
- Перечень трудов в базе Архивная копия от 8 мая 2019 на Wayback Machine eLIBRARY.ru
- Перечень трудов в базе Архивная копия от 25 марта 2019 на Wayback Machine Scopus
- Избранные труды на сайте Архивная копия от 8 мая 2019 на Wayback Machine РГГУ
- Перечень основных трудов на странице Центра когнитивных программ и технологий РГГУ Архивная копия от 11 мая 2019 на Wayback Machine

## Награды
- Орден Дружбы («За многолетнюю плодотворную работу и большой вклад в укрепление дружбы и сотрудничества между народами»; 2001)[14]

## Членство в экспертных и диссертационных советах, организациях
- Член экспертного совета ВАК РФ по филологии и искусствоведению (с 2014)[15]
- Член диссертационного совета факультета иностранных языков и регионоведения МГУ (2010—2017)[16]
- Член диссертационного совета МГЛУ (с 10.02.2019)
- Академик Европейской академии наук и искусств в Зальцбурге (с 2015)[3]

## Участие в научных советах, комиссиях, ассоциациях
- Председатель комиссии по иностранным языкам Российского совета олимпиад школьников (РСОШ) (c 2014)
- Член наблюдательного совета проекта «Научная дипломатия» в рамках программы научных исследований «Горизонт 2020» (координируется Юнеско и университетом Сорбонна) (c 2018)
- Совет Центра гуманитарных наук Университета Людвига Максимилиана (Мюнхен, Германия) (c 2012)
- IAUPЕ (Международная ассоциация университетских профессоров английского языка)
- International Cognitive Linguistics Association (Международная ассоциация когнитивных лингвистов)
- Cognitive Science Society (Международная ассоциация когнитивных исследований)
- IPrA (Международная ассоциация прагмалингвистов)
- Societas Linguistique Europaea (Лингвистическое общество Европы)
- РАЛК (Российская ассоциация лингвистов — когнитологов)
- МАКИ (Межрегиональная ассоциация когнитивных исследований)
- НОПРИЛ (Национальное общество прикладной лингвистики, российское отделение AILA, Международной ассоциации прикладной лингвистики)
- LATEUM (Лингвистическая ассоциация преподавателей английского языка при филологическом факультете МГУ), аффилированный член IATEFL (Международная ассоциация преподавателей английского языка как иностранного)[3][11]
- ISSILK (Международное общество изучения интерактивности, языка и познания)
- DLG (Distributed Language Group)
- AISB (Общество по изучению искусственного интеллекта и имитационного поведения);

## Членство в редколлегиях научных журналов
- «Culture and brain» (Springer)
- «Psychology in Russia: State of the Art» («Психология в России: современное состояние») (Scopus, WoS)
- «Вопросы когнитивной лингвистики» (Scopus)
- «PsyCh Journal» (Китайская академия наук)
- «Tuning Journal for Higher Education» (Scopus)[11][17]